# Парламентські вибори у Вірменії 2012
Парламентські вибори у Вірменії відбулися 6 травня 2012 року. У виборах взяли участь 1 млн 572 тисяч 518 виборців, явка на них склала 62,33 відсотка.

## Результати виборів
Результати розподілу депутатських мандатів у Національних зборах і остаточні підсумки виборів ЦВК республіки оприлюднив 13 травня.
Правляча Республіканська партія Вірменії (РПА), очолювана президентом Сержем Саргсяном, отримала за підсумками парламентських виборів 69 місць. За партійними списками РПА, що набрала 44,02 відсотка голосів виборців, отримала 40 мандатів. Ще 29 місць дісталися їй за мажоритарною системою.
Партія «Процвітаюча Вірменія», на чолі якої стоїть олігарх Гагік Царукян, досягла найбільшого прогресу у порівнянні з попередніми виборами: набрала 30,12 відсотка голосів і отримала 37 місць: 28 за пропорційною і дев'ять — за мажоритарною системою. «Процвітаюча Вірменія» раніше мпдп 25 мандатів та входила в коаліцію з РПА, однак перед виборами 2012 року стала позиціонувати себе опозиційною силою.
Опозиційний альянс Вірменський національний конгрес, очолюваний колишнім президентом країни Левоном Тер-Петросяном, отримав 7,08 відсотка і тим самим подолав необхідний для виборчих блоків бар'єр у сім відсотків, отримавши сім місць у парламенті.
Крім того, п'ятипроцентний бар'єр, встановлений для партій, подолали «Спадщина» (5,76 відсотка), «Дашнакцутюн» (5,67 відсотка) і «Орінац Єркір» (5,51 відсотка). Всі вони отримали по п'ять депутатських мандатів за партійними списками, а «Орінац Єркір» і «Дашнакцутюн» ще й по одному місцю за мажоритарною системою. Крім цього, у вірменський парламент пройшов один безпартійний кандидат.
Ще три партії — Комуністична партія Вірменії, Демократична партія Вірменії і «Об'єднані вірмени» — не змогли подолати п'ятивідсотковий бар'єр.
Перше засідання Національних зборів Вірменії п'ятого скликання відбудеться 31 травня 2012 року.

## Оцінки спостерігачів
Спостерігачі ПА РБСЄ відзначили, що Вірменія гідна оцінки за реформи виборчої системи, а також за проведення мирної агітаційної кампанії, «проте в цих передвиборчих перегонах, багато зацікавлених сторін дуже часто не дотримувалися закону, а виборчі комісії часом не застосовували закон». Спостерігачі помітили в день виборів порушення вірменського законодавства міжнародних зобов'язань. Серед порушень, зокрема, названі використання шкільних будівель в політичних цілях, випадки тиску на виборців, проте «випадки тиску і залякування носили обмежений характер».
У спостерігачів були причини для оптимізму у зв'язку з виборами. Оновлений виборчий кодекс включав положення, які дозволяли Вірменії просунутися вперед у справі забезпечення своїх міжнародних зобов'язань, а сама передвиборча кампанія оцінюється як конкурентна, хвилююча, і в основному мирна.

## Виноски
1. ↑  Республиканская партия Армении получила большинство в парламенте — ЦИК. Архів оригіналу за 16 травня 2012. Процитовано 14 травня 2012.
2. ↑  Наблюдатели зафиксировали в день выборов в Армении нарушения местного законодательства и международных обязательств - ПА ОБСЕ. Архів оригіналу за 6 березня 2016. Процитовано 14 травня 2012.